# Romana Maggiora Vergano
Romana Maggiora Vergamo ( Roma, 21 de noviembre de 1997 ) es una actriz italiana.

## Biografía
A partir de 2018 desempeña papeles menores en algunas series de televisión italianas, entre ellas Don Matteo, El silencio del agua, Liberi tutti y Llámame de nuevo amor. Desde 2022 interpreta a Michela Greco en Christian, una serie de televisión de gánsteres retransmitida por Sky Atlantic. 
En 2018 apareció por primera vez en un largometraje, interpretando a Michela en la película El último piso ( L'ultimo piano ), dirigida por una pláyade de nuevos realizadores italianos, y distribuida únicamente en streaming. Debutó en cines como actriz principal en The Beautiful Years, película de 2022. En 2023 fue convocada para formar parte del elenco de Siempre nos quedará mañana, primera película de Paola Cortellesi, en la que interpreta el papel de Marcella, hija de la protagonista Delia.

## Filmografía

### Cine
- El último piso, varios directores (2018)
- Ya habrá tiempo, de Simone Ciancotti Petrucci - cortometraje (2018)
- Los años del perro, de Fabio Mollo (2021)
- Los Bellos Años, de Lorenzo d'Amico de Carvalho (2022)
- Como tortugas, de Monica Dugo (2022)
- Todavía hay un mañana, de Paola Cortellesi (2023)
- Cabrini, de Alejandro Monteverde (2024)
- El tiempo que lleva, de Francesca Comencini (2024)

### Televisión
- Immaturi - La serie – Serie de TV, 8 episodios (2018)
- Don Matteo – Serie de TV, episodio 11x12 (2018)
- El silencio del agua – Serie de TV, episodios 1x02 - 1x03 (2019)
- Liberi tutti – Serie de TV, 5 episodios (2019)
- Llámame de nuevo amor – Miniserie de TV, episodio 5 (2021)
- Christian – Serie de TV, 12 episodios (2022-2023)
- La Historia – Serie de TV, episodios 1x06-1x08 (2024)
- Those About to Die, dirigida por Roland Emmerich y Marco Kreuzpaintner – miniserie de TV, 6 episodios (2024)

## Expresiones de gratitud
- Premio David di Donatello
  - 2024 - Nominación a Mejor Actriz de Reparto por Siempre nos quedará mañana